# Chisago City
Chisago City – miasto w Stanach Zjednoczonych, w stanie Minnesota, w hrabstwie Chisago.